# Husai
Chusai of Husai (misschien een afkorting van 'Hasabja': "JHWH heeft beschouwd") was volgens de traditie in de Hebreeuwse Bijbel een Arkiet en bevriend met koning David (1 Kronieken 27:33). Tijdens de opstand van Davids zoon Absalom wendde Chusai voor de kant van Absalom te kiezen, maar was in feite spion voor David.
Davids zoon Absalom wilde een staatsgreep plegen door Jeruzalem binnen te vallen en zich daar tot koning uit te roepen. Toen David dit te horen kreeg, vluchtte hij uit Jeruzalem. Toen David hoorde dat zijn raadsman Achitofel zich had aangesloten bij Absalom, smeekte hij JHWH Achitofels plannen te verijdelen (2 Samuel 15:31). Direct hierna ontmoette David Chusai en vroeg hem om terug te keren naar Jeruzalem om daar zijn diensten aan Absalom aan te bieden. Op die manier kon Chusai fungeren als spion voor David (2 Samuel 15:32-34).
In eerste instantie was Absalom achterdochtig (2 Samuel 16:15-19), maar toen Achitofel Absalom het voorstel deed om met een leger van twaalfduizend man David aan te vallen, vroeg Absalom Chusai om zijn mening. Chusai raadde dit plan af, hij stelde voor om eerst een groter leger samen te stellen en dan David in de vroege ochtend in zijn schuilplaatsen te verrassen. Absalom gaf de voorkeur aan Chusai's plan en zo won Chusai tijd en kon David waarschuwen door bemiddeling van de priesters Sadok en Abjatar (2 Samuel 17:1-22). "Toen Achitofel zag dat zijn raad niet werd opgevolgd ...verhing hij zich" (2 Samuel 17:23). David werd op tijd gewaarschuwd en wachtte Absaloms leger op. In de strijd die volgde werd Absalom gedood (2 Samuel 17:24-18:18).